# Square Shoulders
Square Shoulders è un film del 1929, diretto da E. Mason Hopper.
Il film si incentra sul rapporto tra padre e figlio, interpretati da Louis Wolheim e il piccolo Junior Coghlan.

## Trama
Tad è un ragazzino orfano che lavora vendendo i giornali per strada ma il cui sogno è di frequentare una scuola militare in modo da poter diventare un soldato, come suo padre, che era un eroe di guerra decorato. Tad non vede suo padre da quando era un bambino molto piccolo e sua madre, poco prima di morire, gli ha dato la Distinguished Service Cross di suo padre (con le iniziali di suo padre sul retro), dicendogli che suo padre era morto. In realtà egli era sopravvissuto alla Grande Guerra, ma solo per diventare un barbone e un ladro chiamato "Slag", ed era entrato e uscito di prigione.
Quando Slag per caso incontra il figlio (che non lo riconosce), promette a se stesso di fare tutto il possibile per aiutare il ragazzo. Allo stesso tempo nasconde la sua vera identità perché non vuole distruggere l'immagine che Tad ha di suo padre come un eroe di guerra. Dopo aver derubato una fabbrica, usa i soldi per mandare Tad in un'accademia militare, e lui stesso assume un lavoro nelle scuderie dell'Accademia in modo da poter essere vicino al suo ragazzo. Col tempo, l'amore e l'affetto di Slag per suo figlio crescono, ricambiato dal ragazzo. Ma quanto tempo passerà prima che il passato criminale di Slag lo raggiunga, e Tad scoprirà mai la verità su suo padre?

## Produzione
Il film fu prodotto negli Stati Uniti da Pathé Exchange.

## Distribuzione
Distribuito da Pathé Exchange il film giunse nelle sale cinematografiche statunitensi il 10 marzo 1929.
È stato riprodotto in VHS e DVD da Grapevine Video.